# Kvindechauvinisme
Kvindechauvinisme er et begreb der beskriver en form for sexisme, der omfatter nedvurderende opfattelser af mænds evner, eller opfattelsen at kvinder er mænd overlegne . Kvindechauvinisme bliver også jævnligt brugt som synonym til mandehad, sexisme eller feminisme. 
Begrebet har rod i chauvinisme, og fandt især anvendelse i 1970'erne som modbegreb til mandschauvinisme.